# Duška Sifnios
Duška Sifnios (en macédonien : Душанка "Душка" Сифниос) est une danseuse yougoslave née à Skopje le 15 octobre 1933 et morte à Bruxelles le 14 octobre 2016.

## Biographie
Élève de Nina Kirsanova, Leonid Lavrovski, Assaf Messerer et Victor Gsovsky, elle débute en 1951 à l'Opéra de Belgrade et en devient la prima ballerina. Elle danse dans diverses compagnies européennes, dont le Ballet de Milorad Miskovitch en 1959 et le Ballet Europeo de Léonide Massine l'année suivante.
De 1961 à 1972, elle est l'une des plus brillantes interprètes de Maurice Béjart au Ballet du XXe siècle. Il crée notamment pour elle le rôle féminin de Boléro pour lequel elle reçoit en 1972 le Grand prix du jury des critiques chorégraphiques du festival de Ljubljana.
Elle est la mère de l'actrice belge Alexandra Vandernoot.